# Вика, Луи
Луи́ Жозе́ф Вика́ (фр. Louis Joseph Vicat ; 31 марта 1786, Невер, Ньевр (Бургундия) — 10 апреля 1861, Гренобль) — французский инженер, изобретатель цементного клинкера и портландцемента.

## Биография
Родился в протестантской семье. Сын сержанта. Учился в Центральной школе Гренобля (ныне — Лицей Стендаля). В шестнадцатилетнем возрасте поступил на службу в морское ведомство; в 1804 году принят в парижскую Политехническую школу, а оттуда в Национальную школу мостов и дорог.

Луи Жозеф Вика

После её окончания, сначала занимался работами на реке Сене, затем строительством канала Бормида, в 1809 году был инженером в Перигё, в 1811 году ему было поручено сооружение моста (фр.) на реке Дордони. К этому времени относятся его исследования гидравлической извести и цементов, пригодных для постройки мостов.
В 1828 году построил подвесной мост из цемента, в месте выше Аржанта́, демонстрируя качество полученного материала. В последующие годы ездил по разным регионам Франции и нашёл более трёхсот карьеров для обеспечения производства гидравлической извести.

## Научная деятельность

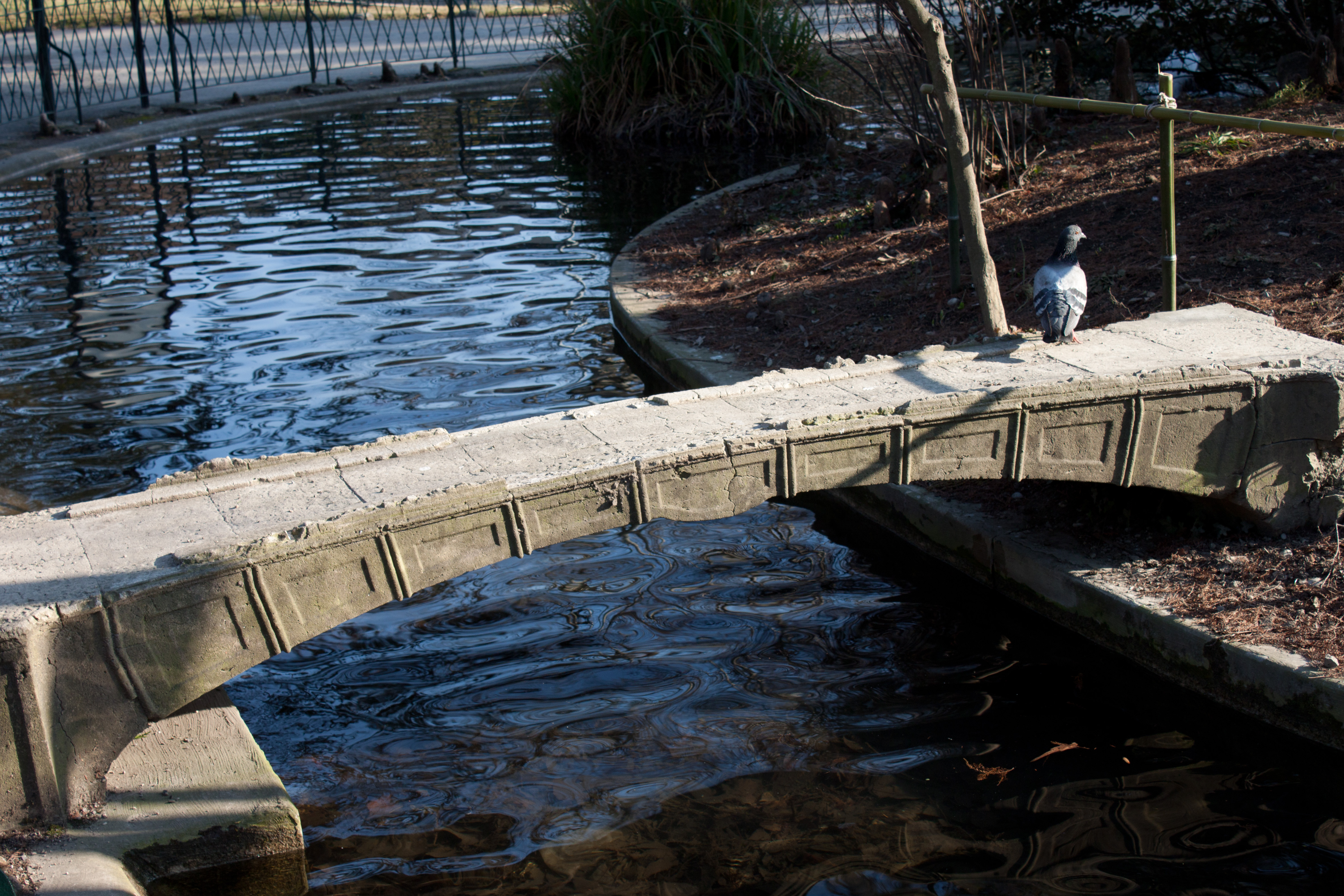
Мост в Гренобле — первый в мире мост из цемента, построенный инженером Л. Вика

Вика первым выяснил, что свойства гидравлической извести зависят от глины и затвердевать она может не только на воздухе, но и в воде. Он первым также стал употреблять гидравлическую известь в больших массах, именно при постройке вышеуказанного моста через реку Дордонь. Быки этого прекрасного моста построены из бетона, состоящих из искусственной гидравлической извести. Со времени работ Вика принята система выкладывания основания бетоном при сооружении мостов, и открытие это сразу дало изобретателю большую известность. Французское правительство поручило ему исследование цементов и цементных растворов. С этой целью он осмотрел, главным образом, бассейны Роны и Гаронны в поисках залежей естественной гидравлической извести. Тогда же Вика создал руководство для приготовления этой извести искусственным путём и для приготовления романского цемента.
В 1817 году изобрёл цементный клинкер, что позволило ему же в 1840 году произвести широко распространённый ныне вид цемента — портландцемент.
В 1833 году Французская академия наук выбрала Вика в члены-корреспонденты, а в 1837 году присудила ему одну из своих премий.
В 1853 году вышел в отставку и уехал в родной город. Издал многие исследования о гидравлическом цементе и о других предметах, касающихся инженерного дела.

## Избранные публикации
- Recherches expérimentales sur les chaux de construction, les bétons et les mortiers ordinaires, 1818
- Recherches sur les propriétés diverses que peuvent acquérir les pierres à ciments et à chaux hydrauliques par l’effet d’une complête cuisson précédées d’observations sur les chaux anormales qui forment le passage des chaux éminemment hydraulique aux ciments, 1840
- Traité pratique et théorique de la composition des mortiers, ciments et gangues à pouzzolanes et de leurs emploi dans toutes sortes de travaux suivi des moyens d’en apprécier la durée dans les constructions à la mer, 1856

## Отличия и награды
- Его имя входит в список наиболее выдающихся французских учёных и инженеров XVIII—XIX веков, помещённый на первом этаже Эйфелевой башни.
- Командор Ордена Почётного легиона
- Кавалер ордена Святых Мориса и Лазаря (Сардиния)
- Орден Красного орла (Пруссия)
- Орден Святой Анны (Российская империя)
- В 1841 году парижский муниципалитет в награду за оказанные им услуги поднес Л. Вика серебряную вазу стоимостью в 2400 франков
- В 1843 году палата депутатов Франции назначила ему в виде национальной награды пенсию в 6000 франков, которая переходила после смерти изобретателя к его детям.
- В 1855 году избран иностранным почётным членом Американской академии искусств и наук.